# Schildkerk
De Schildkerk of Grote Kerk, tot 1598 Dionysiuskerk geheten, is een protestantse kerk in de Nederlandse stad Rijssen. 
De kerk ontleent haar naam aan het feit dat ze is gelegen aan een plein genaamd Het Schild. Het gebouw is georiënteerd met de lengteas in de richting west-oost, echter met een afwijking van 3° naar het noorden.

## Geschiedenis
Tot de Reformatie was de kerk gewijd aan de heilige Dionysius van Parijs. Al in 1188 was er sprake van een parrochia Risnen. De kerk was gewijd aan Sint Dionysius. Onder of op het altaar van de kerk moest een reliek van de heilige worden geplaatst, om zo het contact met het goddelijke te symboliseren. 
Op 7 november 921, als Karel de Eenvoudige, koning van West-Francië (het huidige Frankrijk) en Heinricus I, koning van Oost-Francië (het huidige Duitsland) een vredesverdrag sluiten, verkrijgt de Duitse koning Heinricus de Vogelaar op 11 november van dat jaar een reliek (de hand) van Sint Dionysius en relieken van Sint Servaas van Traiectum (Maastricht) om er kerken in zijn rijk mee te stichten. Deze zogenaamd 1e graad relieken waren overblijfselen van het lichaam van een heilige zelf. Deze waren door de paus gezegend. Voor de middeleeuwer was dit een voorwerp dat in contact met het goddelijke was geweest. Deze reliek van de heilige Dionysius was als het ware een tussenpersoon tussen de middeleeuwse mens en het goddelijke. 
Na de bouw van de Stiftkapel in Quedlinburg (936), die gewijd was aan Sint Servaas en Sint Dionysius, werden elders in het Rooms-Duitse rijk een translatio of translatiefeest uitgevoerd, om zo nieuwe kerken te wijden aan Sint Dionysius.
Men zegt dat omtrent de oudste geschiedenis weinig bekend is. Men kan stellen dat de Dionysius kerk in Rijssen na 1076 en voor 1188 is gebouwd, toen de Duitse koning Heinricus zijn politiek naar het westen en noorden uitbreidde. Zijn latere opvolger keizer Hendrik IV richt zich op de ontwikkeling van het bisdom Utrecht.
De Rijssense kerk behoorde tot het kapittel en scholasticus van de Mariakerk van Utrecht. Echter pas tijdens het bewind van de Utrechtse bisschop Koenraad van Zwaben (1076-13 april 1099) stichtte deze samen met keizer Heinrich IV het Maria Kapittel in Utrecht. De keizer beleende de bisschop ook met diverse graafschappen in het Oversticht. Hierdoor kan de stichting van de Dionysius kerk van Rijssen beter geschat worden tussen 1076 en 1188.
De kerk was moederkerk van Holten en Wierden. In 1275 werd de plebaan van Rijssen vermeld. Op 9 augustus 1336 sticht Everhard van Bevervoorde samen met zijn vrouw Agnes en zijn kinderen een vicarie ter ere van Onze Lieve Vrouwe, Sint Johannes de Evangelist, Sint Dionysius en alle heiligen in de parochiekerk van de stad Rijssen met toestemming van Walterus, de pastoor aldaar.
Aan de kerk was ook een vicarie verbonden voor het altaar van het Heilig Kruis. De andere altaren waren gewijd aan Onze Lieve Vrouwe en Johannes de Evangelist, en aan Sint Dionysius daar werd het getijdengebed gedaan. Rond 1200 beschreef de monnik Caesarius van Heisterbach in zijn Dialogus Miraculorum over een mirakel in Rijssen. De rond 1180 geboren monnik komt uit het klooster Heisterbach bij Bonn en heeft gehoord van een mirakel dat is geschied in Rijssen. Twee getuigen kunnen het mirakel bevestigen. Johannes de scholaster van Xanten en de cisterciënzer Bernardus die samen met Johannes op kruisvaartprediktocht was in Noord Nederland.
Na de overgang tot het protestantisme in 1598 behoorde de kerk tot de classis Deventer.

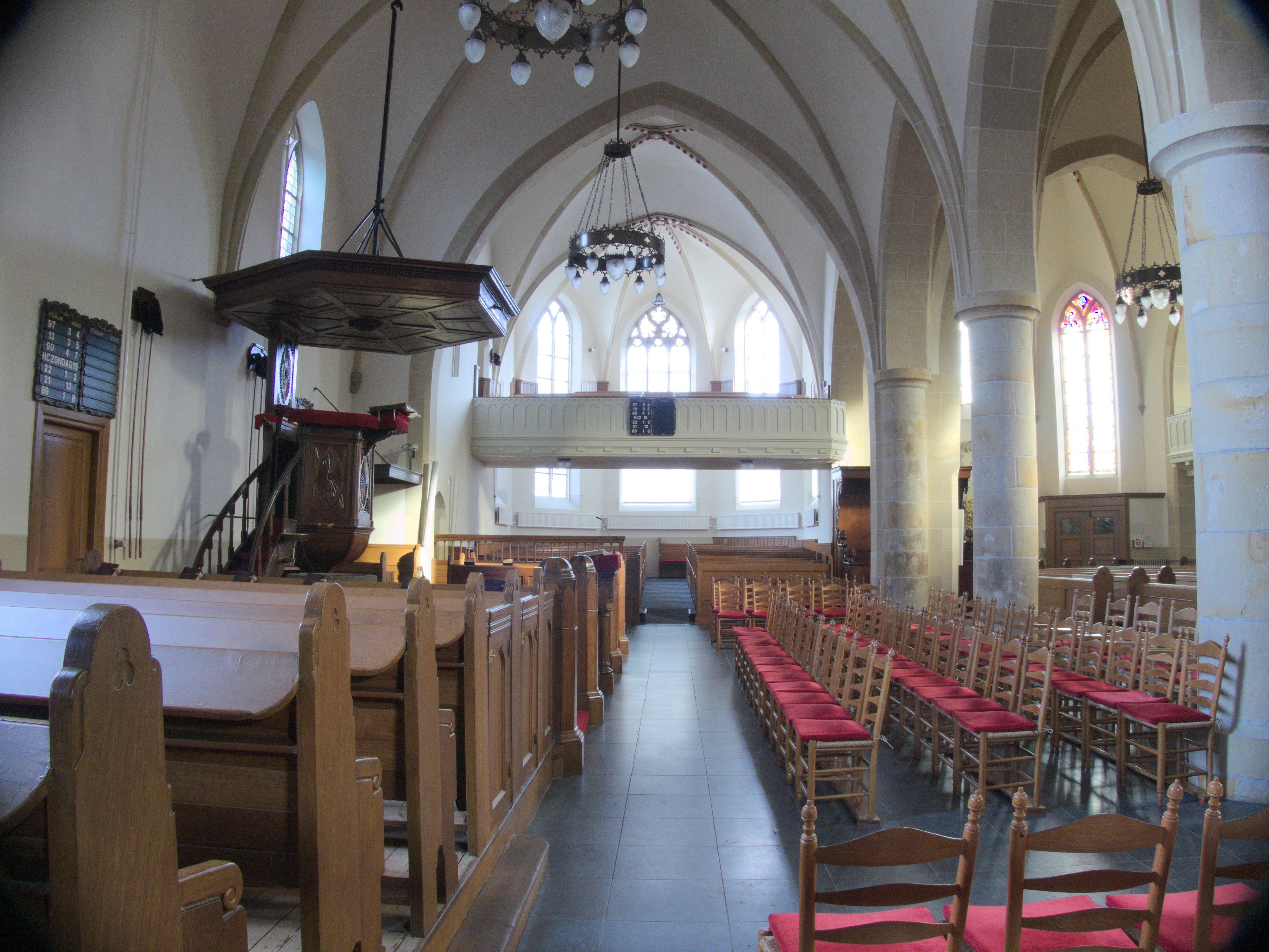
Schildkerk Rijssen, doorkijk vanuit schip richting noorderkoor

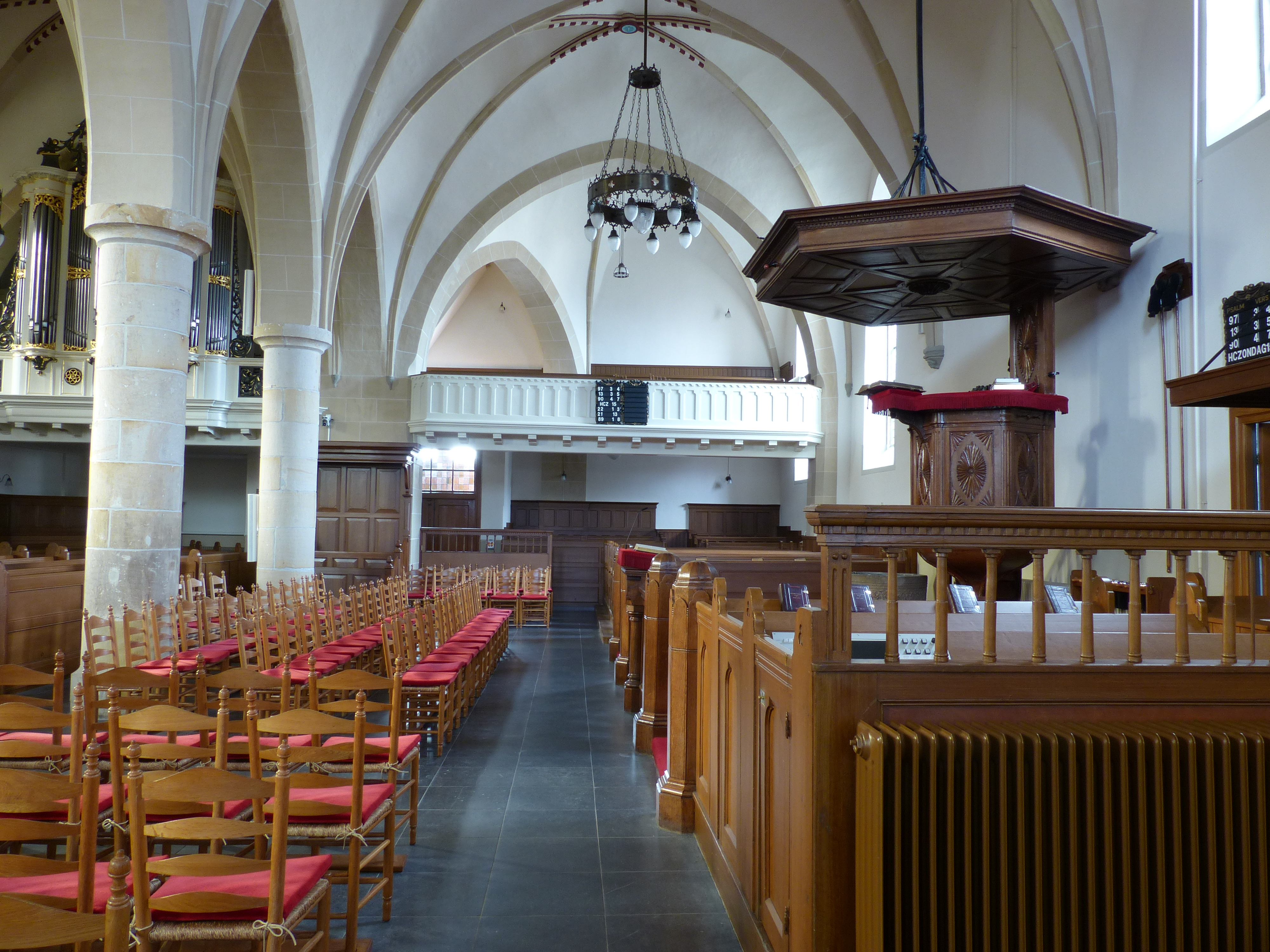
Schildkerk Rijssen, doorkijk vanuit noorderkoor in het schip

## Bouwgeschiedenis

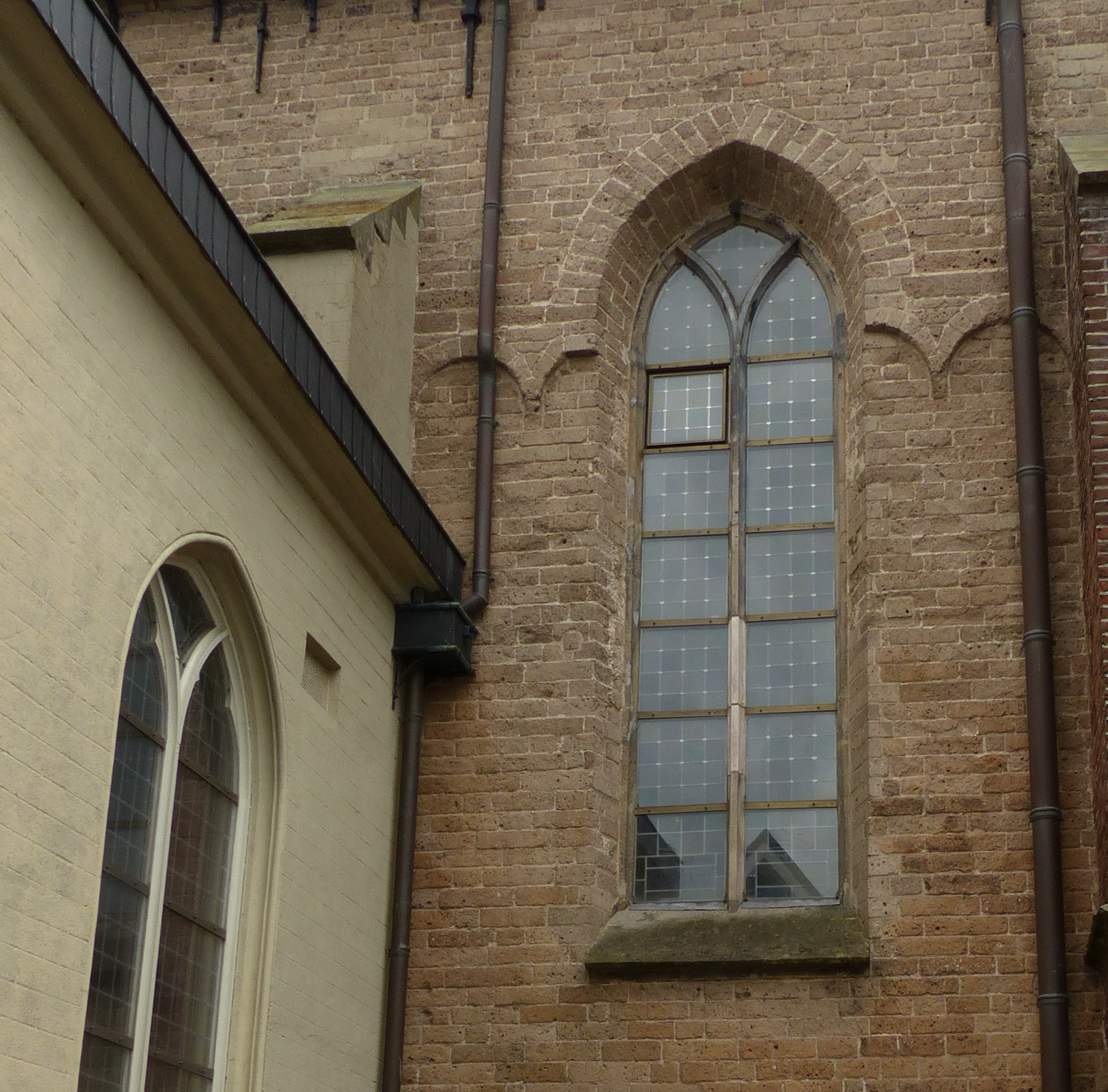
Noordmuur met spitsboogvensters (12e eeuw)

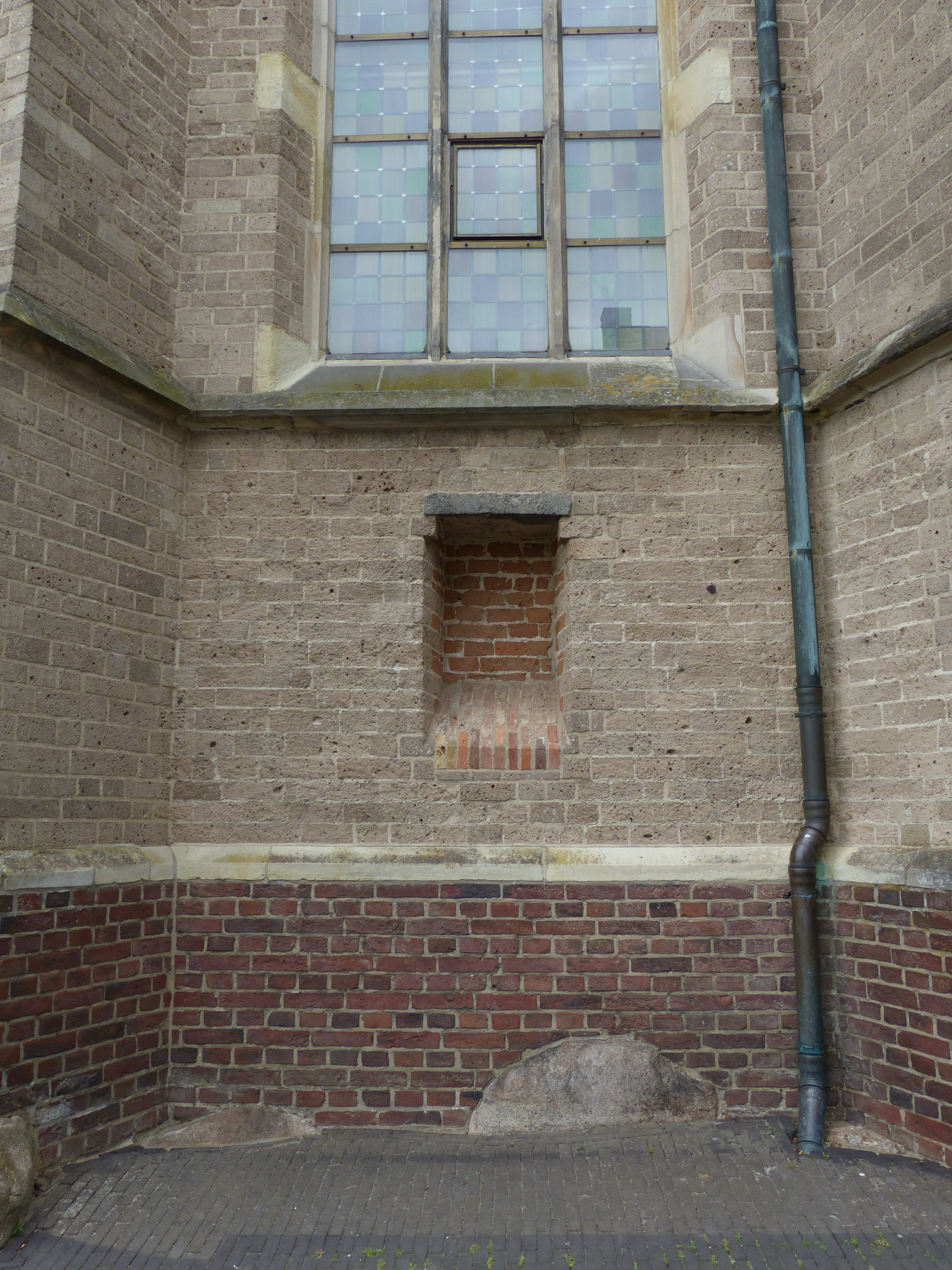
Dichtgemetselde hagioscoop in het noorderkoor (eind 15e eeuw)

Een deel van de noordmuur van de huidige kerk stamt nog uit de 12e eeuw. Toen was het een eenbeukige tufstenen kerk in romaanse stijl. Dit muurwerk behoort tot het oudste van Twente. Ook bezat de kerk een toren. In de tweede helft van de 15e eeuw werd het koor vervangen door een nieuw gotisch overwelfd koor. Bijzonder is de hagioscoop onder het middenvenster van deze koorsluiting.
Door de hagioscoop kon men van buiten in de kerk kijken op het belangrijkste deel van de kerk, het koor. Door dit venster konden mensen die de kerk niet in mochten (zieken en armen) toch een glimp opvangen van het sacrale gebeuren in de kerk.
Vervolgens werd in de eerste helft van de 16e eeuw aan de zuidzijde een tweede beuk van gelijke hoogte en breedte met aansluitend koor toegevoegd. Hierdoor ontstond een tweebeukige hallenkerk. Het zijkoor is minder diep dan het hoofdkoor. Tevens werd het romaanse schip verhoogd en voorzien van spitsboogvensters en gewelven. In 1695 werden bij restauratiewerkzaamheden de twee zuidelijke steunberen van dit koor versterkt.
In de nacht van 4 op 5 juli 1826 stortte de romaanse toren wegens bouwvalligheid in. Aansluitend werd in de jaren 1829/1831 de voorgevel gesloopt en geheel in neoclassicistische stijl opgetrokken, bekroond door een houten (nood)torentje. Gelijktijdig werden de zijmuren en gewelven van de eerste travee vernieuwd en het overige metselwerk hersteld. In 1899 werd tegen de noordzijde van de kerk een consistoriekamer gebouwd.
Omdat de kerk te klein was geworden werd in 1924/1925 aan de zuidkant een nieuwe zijbeuk met een portaal en trappenhuis naar de oostelijke galerij toegevoegd naar een ontwerp van Tjeerd Kuipers (1857-1942). Deze zijbeuk bestaat uit vier traveeën waarvan de daken haaks op de lengteas van de kerk staan. Voor de bouw werd een combinatie gebruikt van tufsteen en baksteen.
Het bestuur en de raad van de gemeente Rijssen hebben in 1969 nog een aanbesteding gedaan voor het bouwen van een volwaardige nieuwe toren op de kerk. Een te groot verschil in de begroting en de aanneemsom hebben dit plan definitief in de ijskast gezet. De oude (nood)toren kreeg vervolgens een flinke opknapbeurt en tot definitieve toren vastgesteld.
In 1994 heeft het exterieur een grote restauratiebeurt ondergaan. Restauraties van het interieur zijn uitgevoerd in 1980 en 2017.
Tegenwoordig telt de kerk 1.100 zitplaatsen.

### Romaanse toren
De romaanse toren van de kerk die dateerde uit de 12e eeuw stond tegen de westgevel van het noorderschip. Uit onderzoek is gebleken dat hij rustte op een fundering van zware veldkeien. Het bovenste gedeelte van het muurwerk was opgetrokken in baksteen. Het onderste gedeelte bestond uit een spouwmuur van tufsteen. Een zwaar gewelf van metselwerk scheidde de ruimte op de begane grond van de verdieping. In 1826 bleek de toren dermate bouwvallig te zijn dat door het gemeentebestuur opdracht werd gegeven tot het maken van een plan voor het uitvoeren van herstellingen. In de nacht van 4 op 5 juli 1826 stortte de toren aan de west- en zuidzijde in, vanaf de torenspits tot aan de boog boven de ingang tussen toren en kerk. Er werd besloten tot verdere sloop en het maken van een plan tot wederopbouw. Op 4 augustus 1826 stortte het resterende deel van de toren echter vrijwel geheel in. Alleen de onderbouw en een klein gedeelte van het metselwerk bleven staan. Door de raad werd vervolgens besloten de toren niet te herbouwen en de stenen te gebruiken voor het metselen van een muur rond het nieuwe kerkhof aan de zuidzijde van Rijssen, de begraafplaats aan de Lenfertsweg.

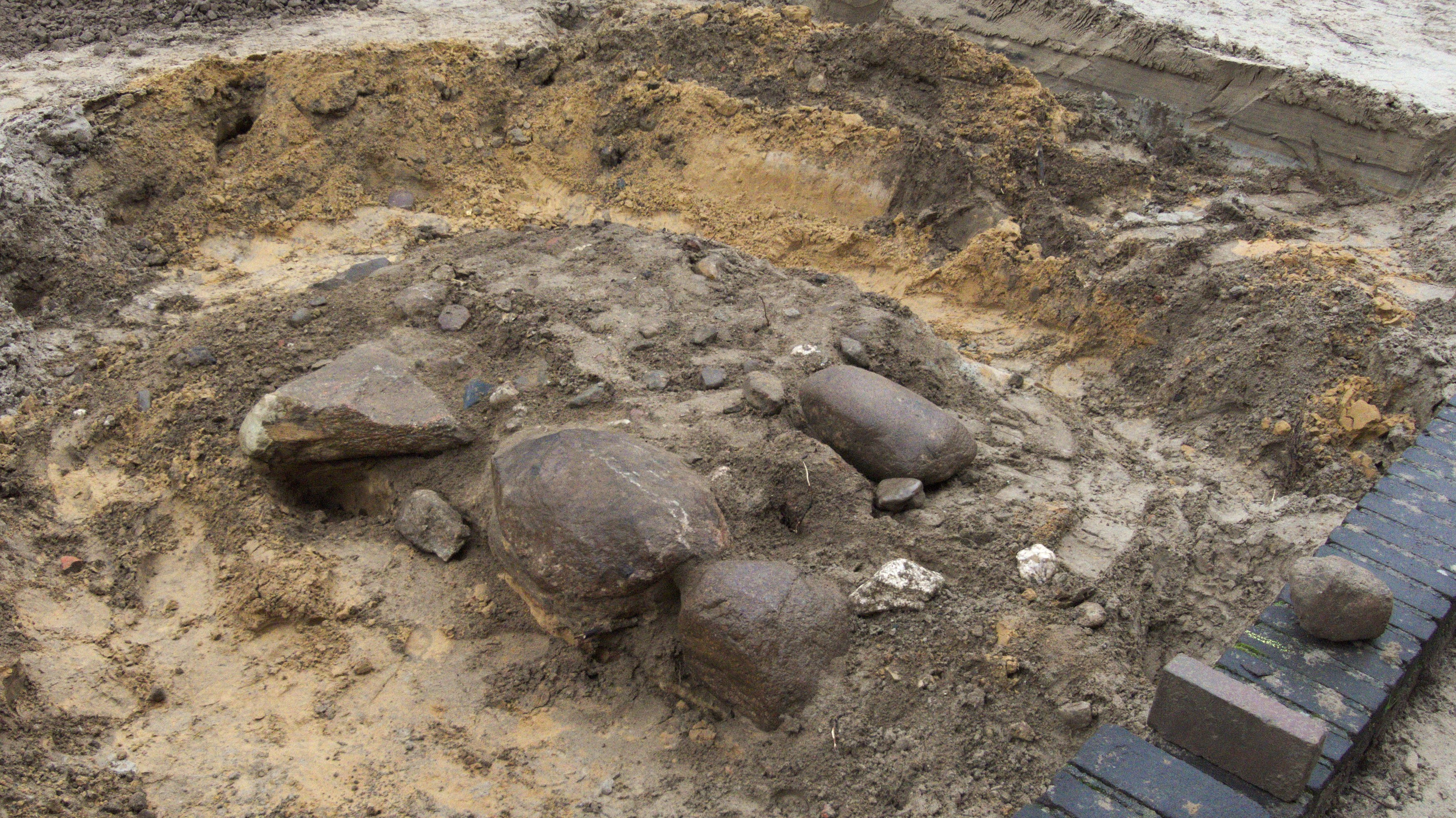
Fundering voormalige Romaanse toren

Op woensdag 26 februari 2020 is bij infawerkzaamheden een klein stukje van de (veldkeien) fundering ontdekt.

## Orgel
Het eerste orgel, met 8 stemmen, heeft in de kerk gestaan van 1763 tot en met 1780. Het was gebouwd door de Deventer orgelbouwer Joseph Wilhelm Ernst Böhler. In 1808 wordt opnieuw het initiatief genomen tot het plaatsen van een orgel in de kerk. Het is bij een intentie gebleven. In 1856 krijgt de Zwolse orgelbouwer Gebr. Scheuer opdracht voor het bouwen van een orgel met 21 stemmen in een kastontwerp van de Deventer orgelbouwer Carl Friedrich August Naber. Tijdens de uitbreiding van de kerk in 1925 wordt het orgel verplaatst van oostzijde naar de westzijde in de kerk. In 1980 is de toestand van het orgel zo slecht, dat besloten wordt tot nieuwbouw. Flentrop Orgelbouw uit Zaandam krijgt opdracht tot het bouwen van een nieuw orgel in de bestaande kast van orgelbouwer Naber uit Deventer met gebruikmaking van het nog aanwezige pijpwerk van Scheuer uit 1856 en met een klankkleur in de stijl van deze orgelbouwer. In 1981 wordt het nieuwe (mechanische) orgel met 30 stemmen over twee klavieren en zelfstandig pedaal opgeleverd.

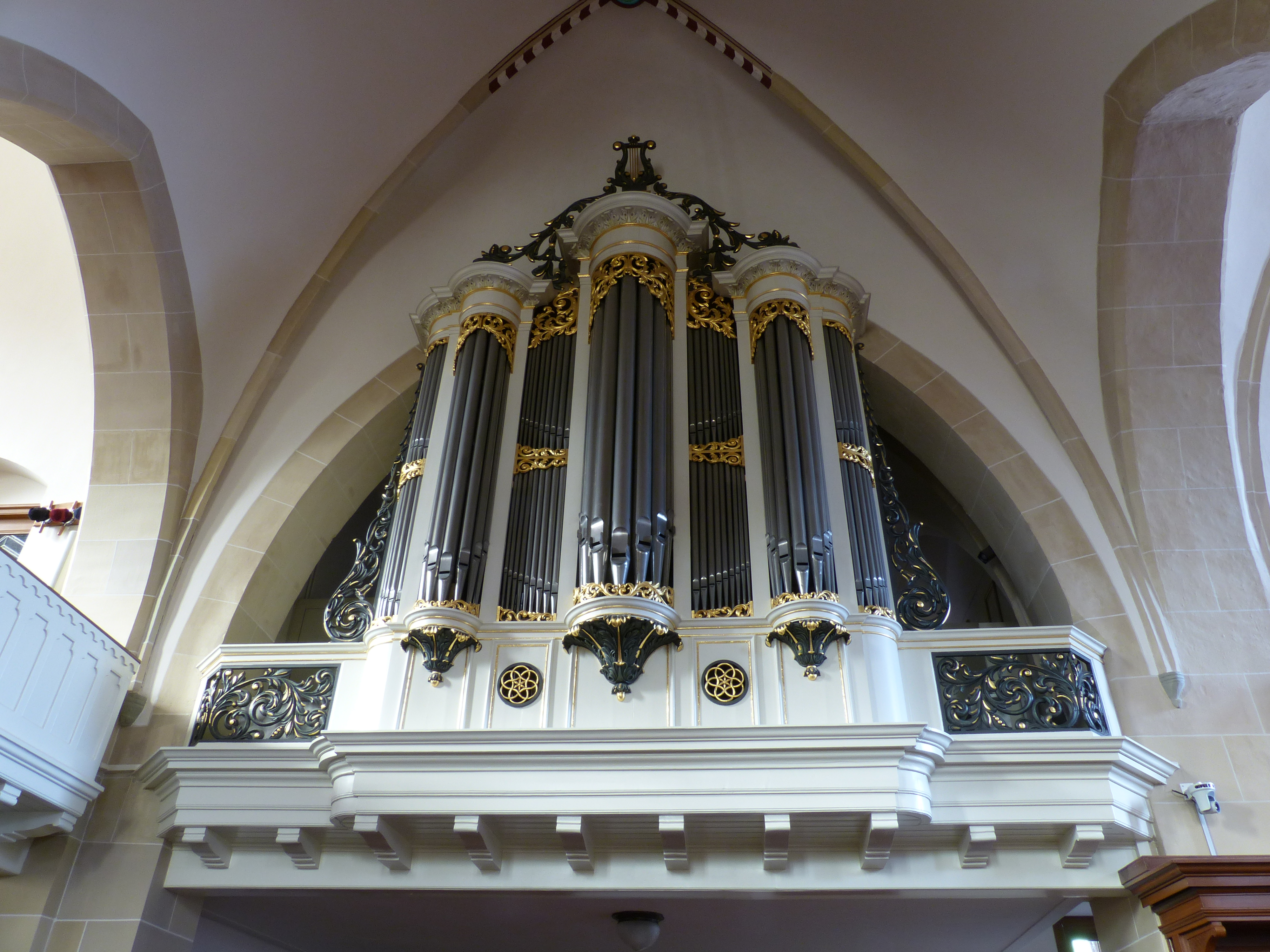
Het Flentrop-orgel uit 1981 in de kast uit 1856 van Naber

## Beeldhouwwerk en schilderkunst
Van het beeldhouwwerk dat ooit in de Schildkerk heeft gehangen of het aan de buitenzijde heeft versierd is weinig over. Het hoofd van een romaans beeld van Jezus wordt bewaard in het plaatselijke Rijssens Museum. Aldaar bevindt zich ook een wit Baumberger zandsteen beeld uit 1380/90 van 60 cm hoog, voorstellende de heilige maagd Maria met het kindje. Het kopje van het kind ontbreekt. Verder bezit de kerk nog een romaans zandstenen doopvont uit het begin van de 13e eeuw.
De schilderkunst die de kerk ooit heeft verfraaid is onder een laag witkalk verdwenen. In 1899 zijn tijdens de restauratie nog fragmenten uit de late renaissance gevonden. Tijdens de restauratie van 1980 zijn de fragmenten opnieuw bekeken en op foto vastgelegd.

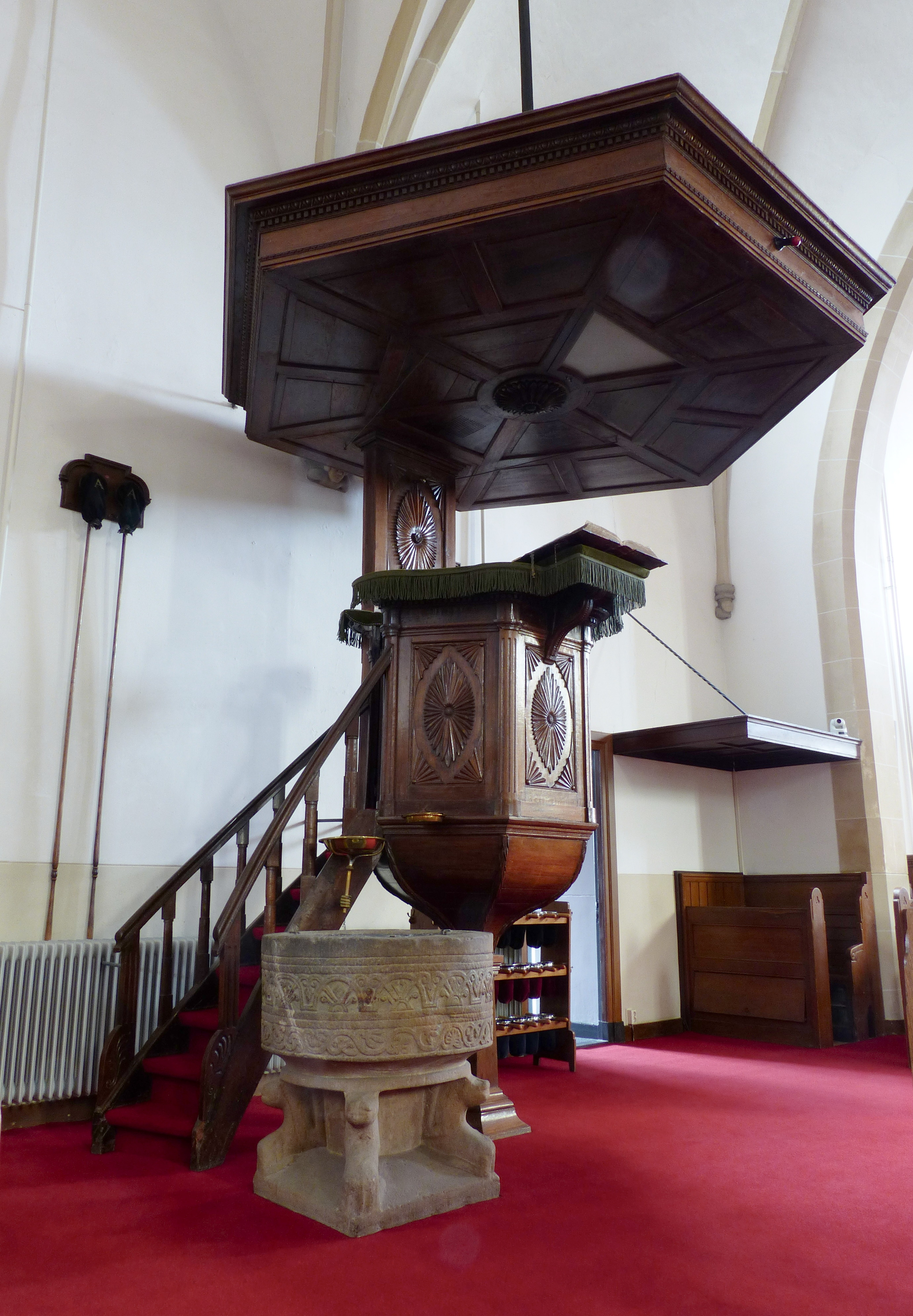
Kansel uit 1812 en doopvont uit de 13e eeuw)

## Klokken
In de voormalige Romaanse toren van de Schildkerk hebben drie klokken gehangen. De oudste was van de beroemde klokkengieter Geert van Wou. Deze uit 1484 daterende klok, met een gewicht van 1515 kg, had als opschrift in gotische letters: "Sanctus Antonius vocor Gherardus de Wou me fecit MCCCCLXXXIIII". In 1798, tijdens de Franse tijd, werd de klok bewust vernield en onbruikbaar gemaakt.
De tweede klok uit 1729 had een gewicht van 850 kg. Een opschrift is niet bekend. De beide hiervoor beschreven (beschadigde) klokken zijn in 1826 uit de romaanse toren gehaald en in 1828 en 1829 verkocht.
De derde klok was van 1743 en had een gewicht van 710 kg. De klok droeg als opschrift "ME FECIT CIPRIANUS CRANS JANSZ AMSTELODAMI ANNO 1743".
Deze klok werd in 1830 in de nieuwe toren gehangen, maar in de Tweede Wereldoorlog gevorderd en verdwenen.
In 1864 is in opdracht van het gemeentebestuur van Rijssen een 100 kilogram wegend brandklokje in de toren gehangen. Rond 1930 is deze klok buiten gebruik gesteld. Haar verdere geschiedenis is onbekend. In 1948 goot Jacobus van Bergen uit Midwolda een nieuwe klok. Het opschrift op de klok luidt: “1943, wat’nen tied. Oorlog, mooie klokke kwiet. Riessen 7 eeuw’n stad. 5 joar later fees ‘e had. Op det fees zin ik geboor’n. ’t Volgend joar hùn’k al in toorn. ‘k Luu biej vuurspood, teeg’nslag. ‘k Galme Gods lof elke dag”. Op de keerzijde: "Geschonken door Jan en Grete ter Horst. Rijssen 27 juli 1948."

## Carillon
Het carillon dateert uit 1973 en had toen 25 klokken. Ze werden gegoten door Eijsbouts uit Asten. Het stokkenklaviertje had bij levering geen pedaal. Op 26 april 1973 werd het ingespeeld door Jaap van der Ende uit Schoonhoven. In 1998 deed hij dit opnieuw nadat de beiaard mede op initiatief van oud-burgemeester G.J. Smit was uitgebreid tot 50 klokken op een klavier met vier octaven en pedaal. Het klavier wordt bekroond door een sierlijst met de latijnse tekst "Nomen Deï Turris Fortes".
De basisklok heeft toon C met een gewicht van 265 kg en een diameter van 750mm. De kleinste klok heeft een gewicht van 8,3 kg en een diameter van 130mm.
De uitbreiding van 1998 werd verzorgd door Koninklijke Klokkengieterij Petit & Fritsen met financiële steun van een groot aantal Rijssense bedrijven.
Beiaardier is momenteel Jan-Geert Heuvelman.

## Grafkelders en grafzerken
De kerk bezit grafkelders en grafzerken van de havezaten de Grimberg in Notter, de Oosterhof in Rijssen, de Bevervoorde in Rijssen, en van de Eversberg in Notter (nu Nijverdal). Bij herstellingen aan de kerk in 1899 is de vloer bedekt met portlandcement. Daardoor zijn de oude 15e-eeuwse grafzerken deels verloren gegaan. Alleen de zerken in het noorderkoor liggen nog onder de banken. Tijdens de restauratie van de kerk begin 2017 zijn drie zerken (deels) publiek zichtbaar geworden en heeft de fraaie grafzerk van Bernardina van Langen tot Oosterhof een plek gekregen bij de hoofdingang van de kerk. In de kerk is nog een monumentaal grafmonument, uitgevoerd in Bentheimer zandsteen, aanwezig van Frederica van Ittersum tot Gerner uit 1730. Het bovendeel toont in reliëf een beeld van de opstanding van de doden volgens 1 Thessalonicenzen 4:13-18. Het benedendeel betreft familiewapens.

Afbeeldingen
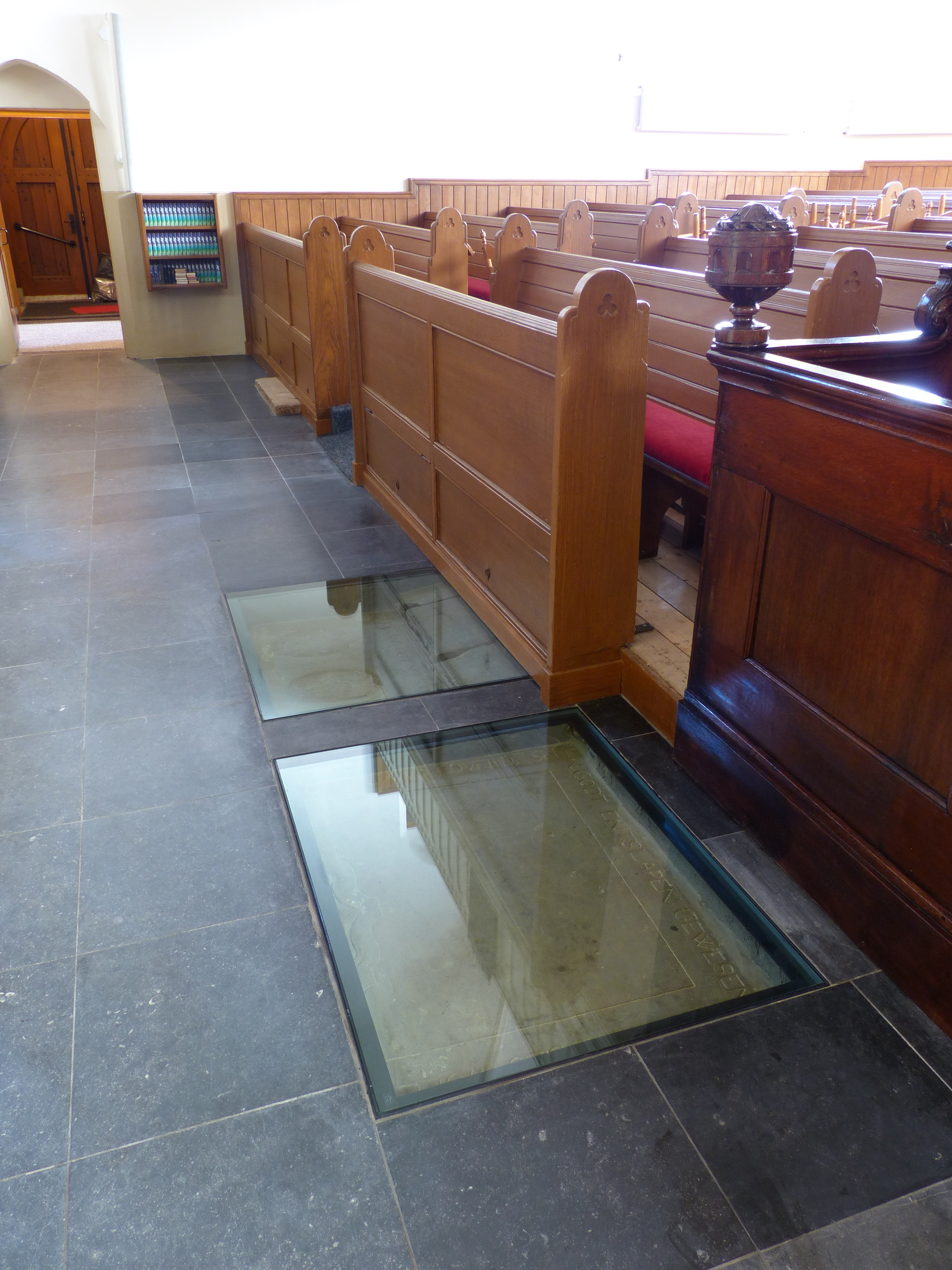
Grafzerken havezate de Eversberg 1621/1635.
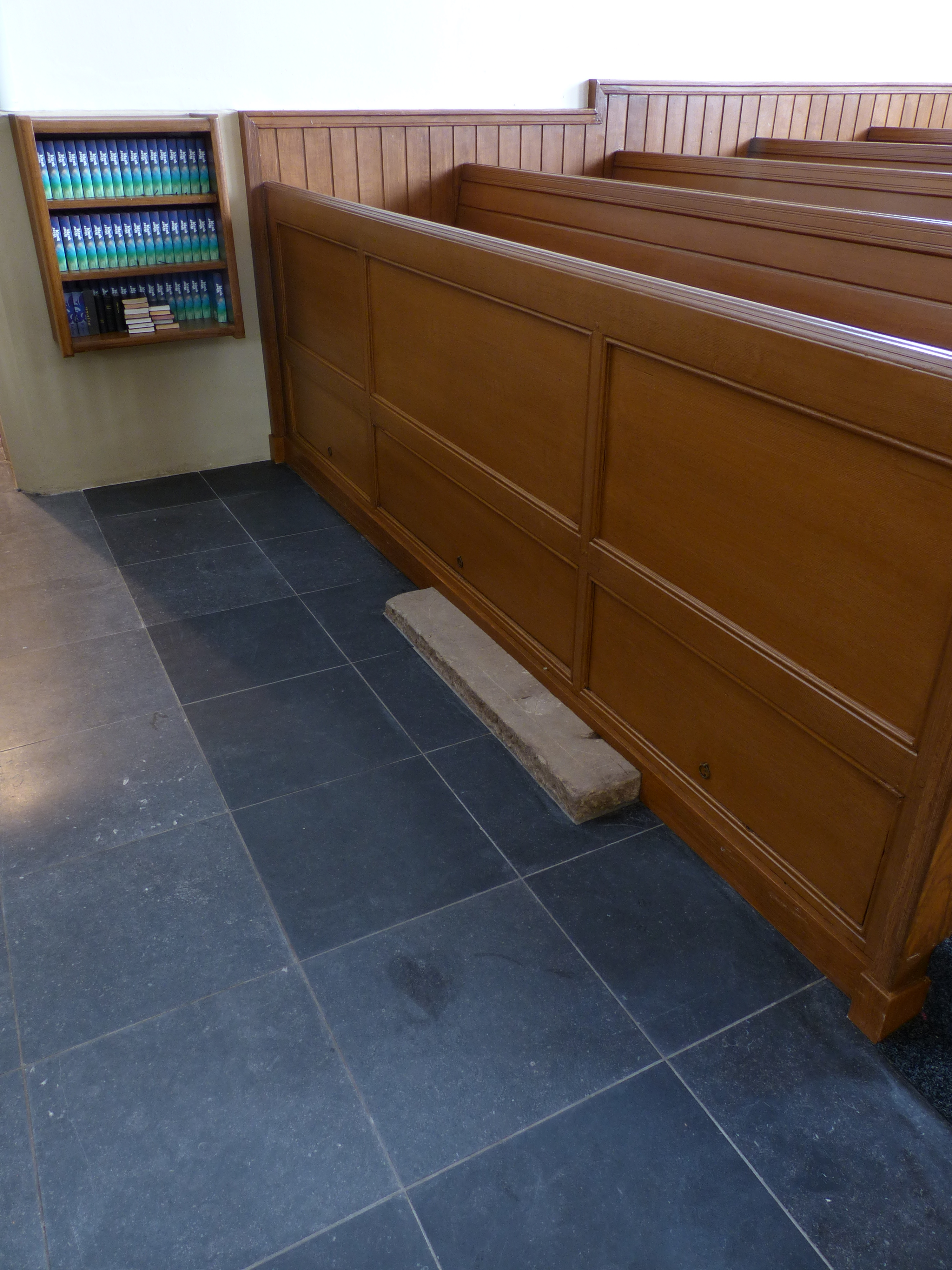
Grafzerk Hake van den Rutenberg 1543, gelegen op de grafkelder van havezate De Grimberg.
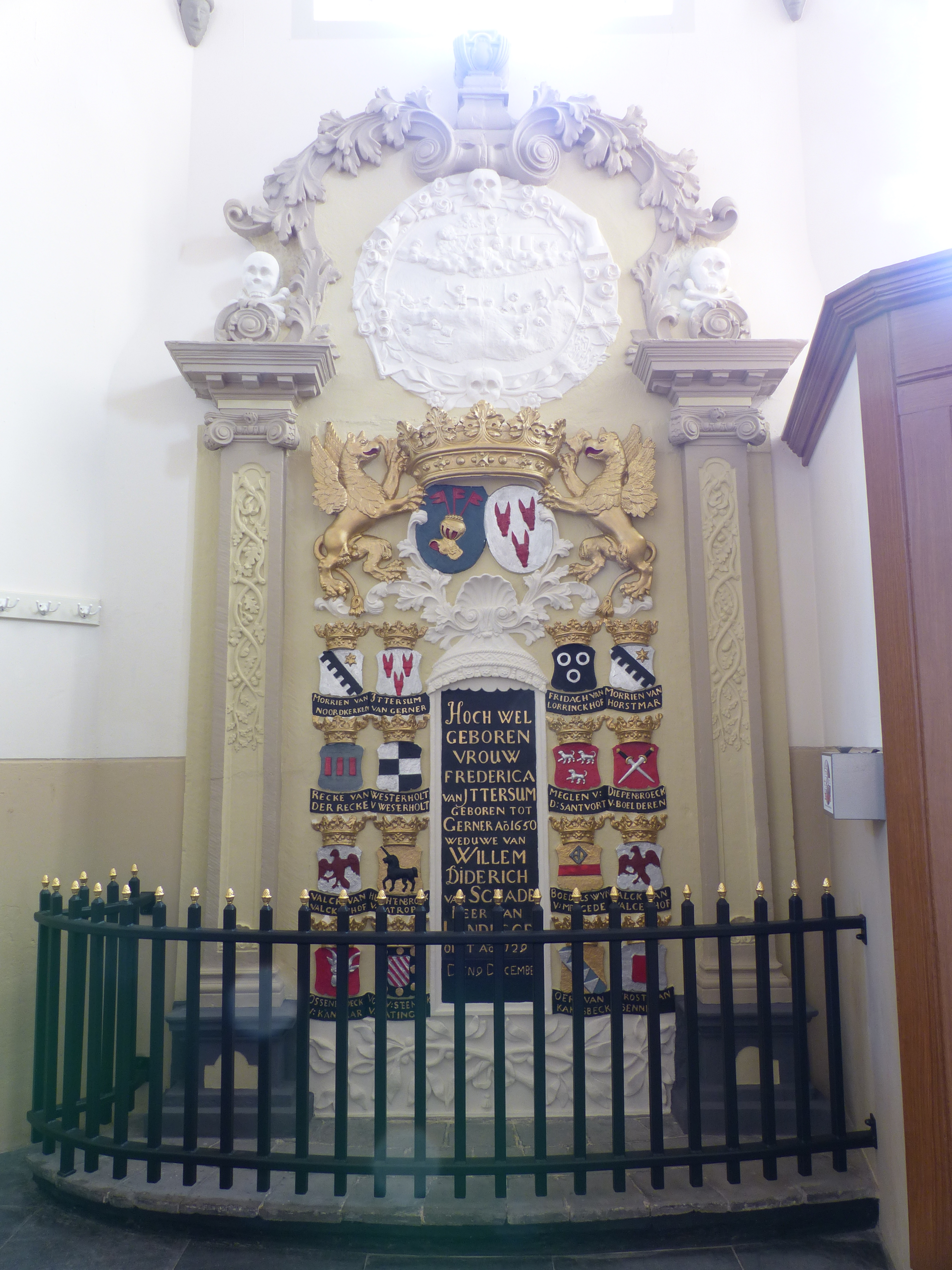
Grafmonument Frederica van Ittersum tot Gerner 1730.
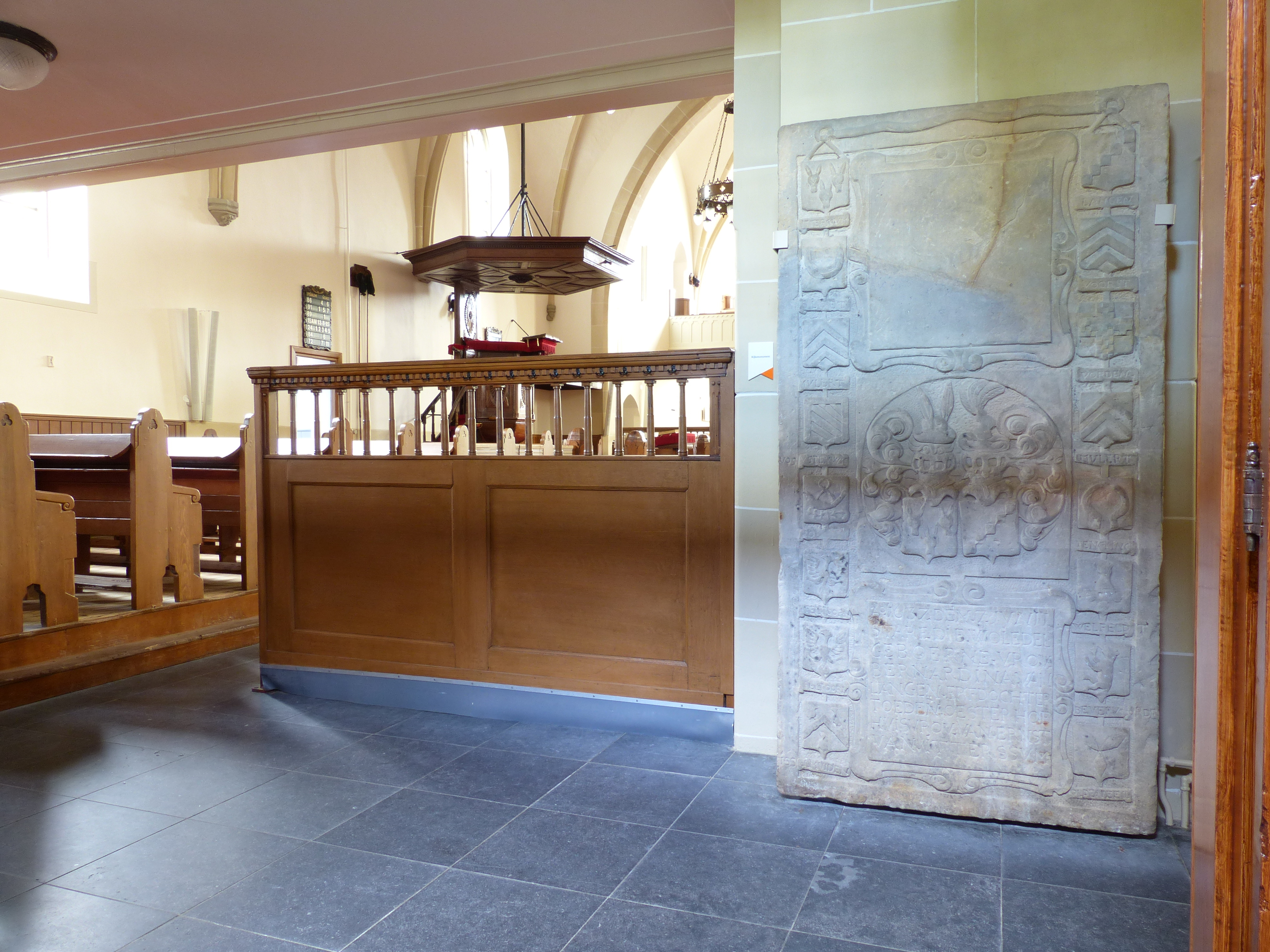
Grafzerk Bernardina van Langen tot Oosterhof te Rijssen uit 1637.

## Herenbanken
In de kerk bevinden zich nog enkele herenbanken uit de tijd dat de adel en de stad beschikte over het collatierecht. Het college van Collatoren bestond uit de kasteelheren van de Grimberg, de Eversberg, de Oosterhof, de Bevervoorde, het stadsbestuur en de kerkenraad. Allen hadden 1 van de 6 stemmen in dit college.
De Grimbergerbank stamt uit 1775 en is uitgevoerd in rococostijl. Tegen de zuidmuur bevinden zich de Oosterhofbanken, waarvan de oudste delen uit de 16e eeuw, de meest recente uit 1925. Tegen de orgelpijler bevindt zich de zogenaamde Dikkersbank, de bank van de magistraat, datering rond 1835-1845. Tegen de westmuur delen van de voormalige Eversbergbank. Ten slotte onder het orgel de Domestiekenbank voor de bedienden der collatoren.

Afbeeldingen
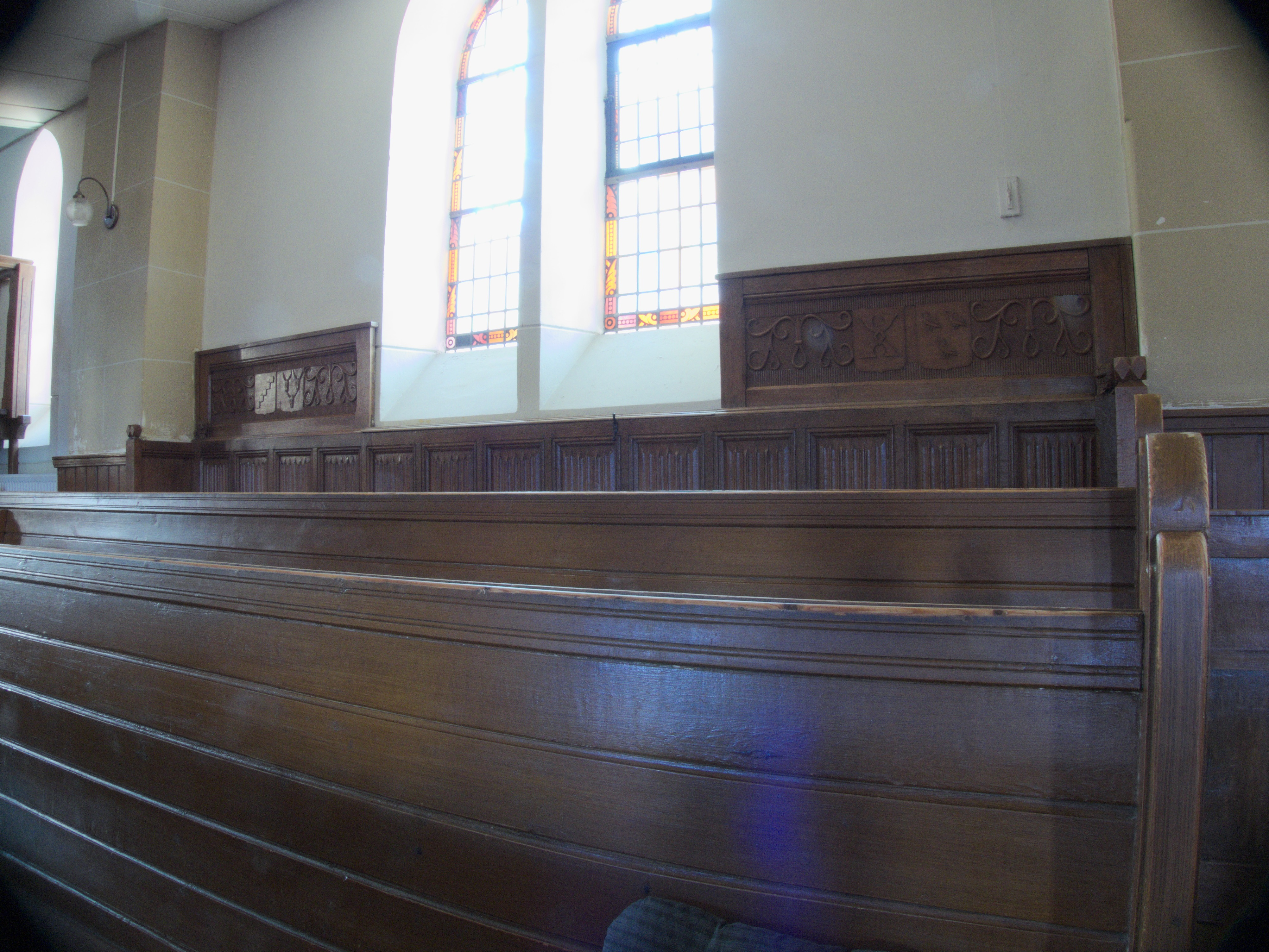
Oosterhofbanken
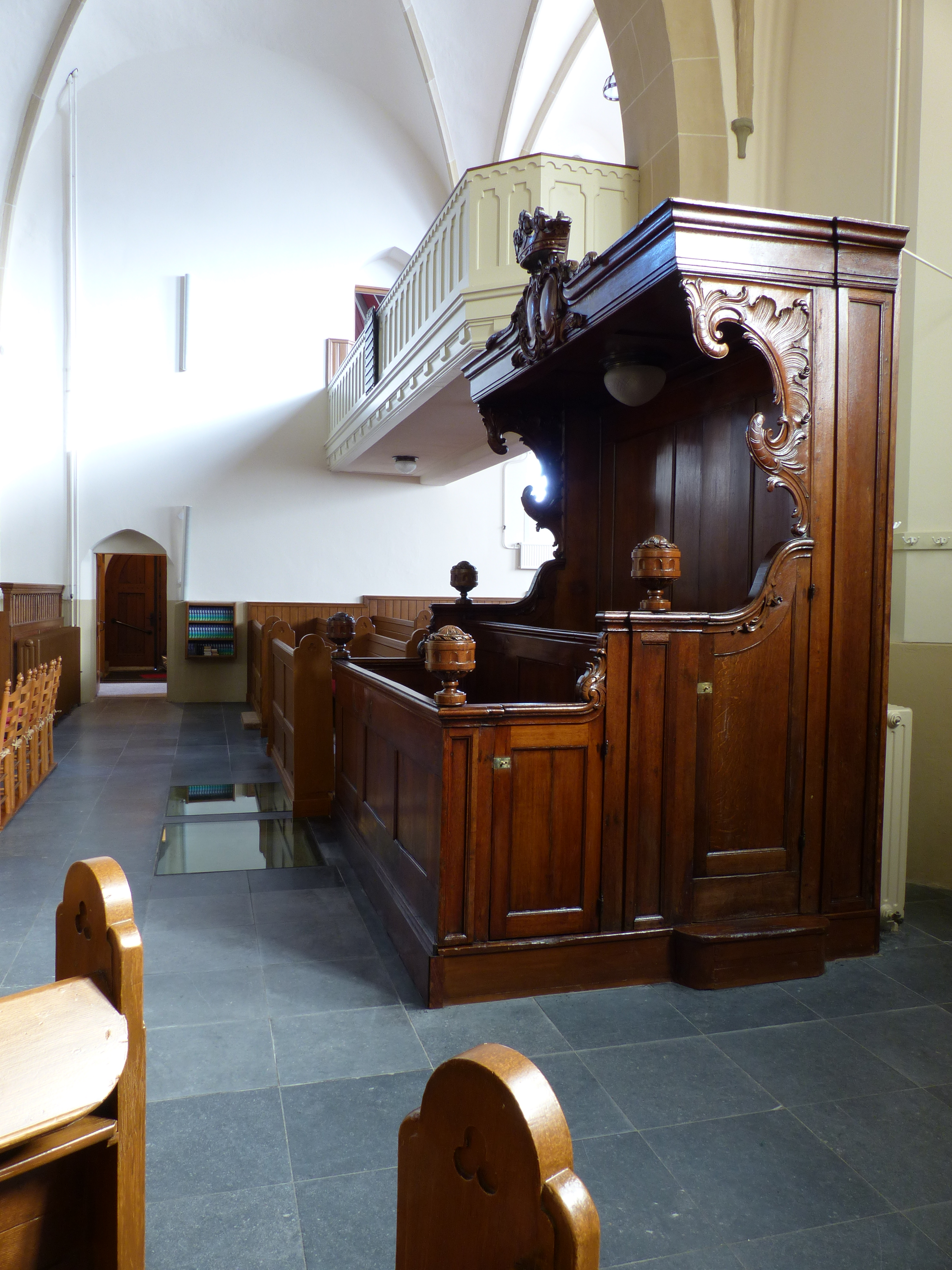
Grimbergerbank
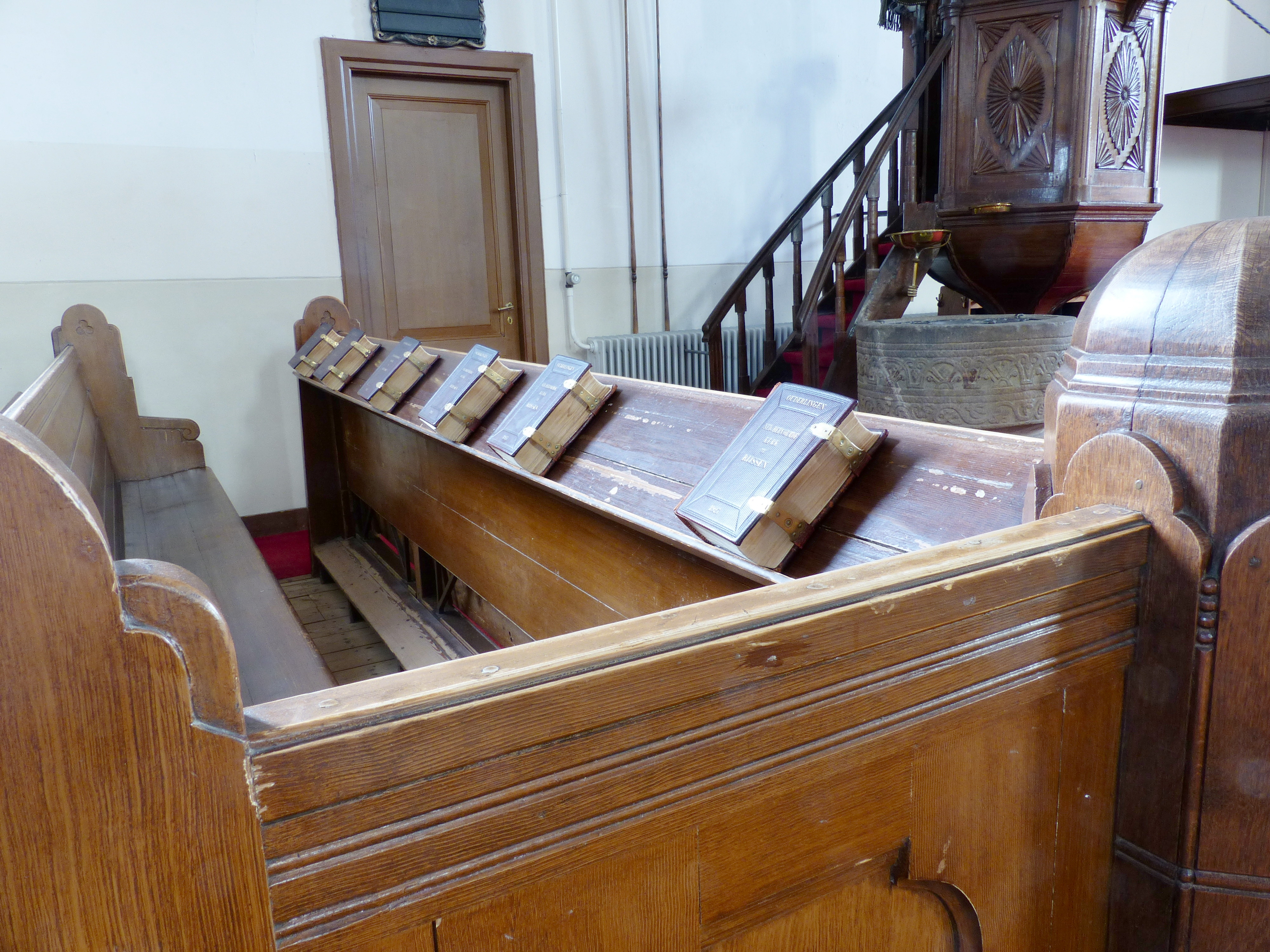
Kerkenraadsbanken